# Cranistus burmeisteri
Cranistus burmeisteri is een rechtvleugelig insect uit de familie krekels (Gryllidae). De wetenschappelijke naam van deze soort is voor het eerst geldig gepubliceerd in 1931 door Hebard.